# Tournefortia leucophylla
Tournefortia leucophylla är en strävbladig växtart som beskrevs av Carl Sigismund Kunth. Tournefortia leucophylla ingår i släktet Tournefortia och familjen strävbladiga växter. Inga underarter finns listade i Catalogue of Life.